# Agroecotettix
Agroecotettix is een geslacht van rechtvleugeligen uit de familie veldsprinkhanen (Acrididae). De wetenschappelijke naam van dit geslacht is voor het eerst geldig gepubliceerd in 1908 door Bruner.

## Soorten
Het geslacht Agroecotettix  is monotypisch en omvat slechts de volgende soort:
- Agroecotettix modestus (Bruner, 1908)